# Buttstädt (stacja kolejowa)
Buttstädt (niem. Bahnhof Buttstädt) – stacja kolejowa w Buttstädt, w kraju związkowym Turyngia, w Niemczech. Znajduje się na linii Straußfurt – Großheringen. Według DB Station&Service ma kategorię 7. 

## Linie kolejowe
- Linia Straußfurt – Großheringen
- Linia Buttstädt – Rastenberg
- Linia Weimar – Rastenberg/Großrudestedt